# Kinga Wojtasik
Kinga Wojtasik (geb. Kołosińska; * 2. Juni 1990 in Lublin) ist eine ehemalige polnische Beachvolleyballspielerin. Bei Nachwuchswettbewerben wurde sie Weltmeisterin und Vizeeuropameisterin. 2015 erreichte sie den dritten Platz bei der Europameisterschaft und 2016 nahm sie an den Olympischen Spielen teil. 2019 wurde sie Vizeeuropameisterin. Außerdem gewann sie achtmal die polnische Meisterschaft.

## Karriere
Kołosińska trat 2007 in Warschau zu ihrem ersten Open-Turnier der FIVB World Tour an, kam aber mit Beata Gałek nicht über die „Country Quota“ hinaus. Bei der U19-Weltmeisterschaft in Mysłowice erreichte das Duo den fünften Rang. Mit Zuzanna Kaczkowska kam Kołosińska bei den Stare Jabłonki Open 2008 erstmals ins Hauptfeld. Beim Satellite-Turnier in Danzig wurde sie mit Dorota Konieczka Siebte. Bei der U19-WM in Den Haag erreichte sie mit Renata Bekier den 17. Platz und spielte mit ihr die Mysłowice Open. Auf der World Tour 2009 absolvierte sie mit Magdalena Szczytowicz die Open-Turniere in Stare Jabłonki und Barcelona. Mit Gałek wurde sie in Kos Vizeeuropameisterin der U20. In Blackpool gewann sie anschließend mit Monika Brzostek die U21-Weltmeisterschaft. Auf der World Tour 2010 spielten sie Kołosińska/Brzostek den Grand Slam in Rom und die Marseille Open. Zum Grand Slam in Stare Jabłonki trat Kołosińska hingegen wieder mit Gałek an. Außerdem wurden Kołosińska/Gałek Siebte der U23-EM in Kos und Neunte der U21-WM in Alanya. Am Jahresende spielte Kołosińska die Open-Turniere in Phuket und Sanya mit Katarzyna Urban.
Von 2011 bis 2016 bildete Kołosińska ein festes Duo mit Brzostek. Auf der World Tour 2011 kamen Kołosińska/Brzostek zunächst nicht über einen 25. Platz hinaus, bevor sie beim Niechorze Masters den fünften Rang belegten. Bei der U23-Europameisterschaft in Porto mussten sie sich erst im Endspiel geschlagen geben. Bei der EM in Kristiansand erreichten sie als Gruppendritte die erste Hauptrunde, in der sie den Deutschen Köhler/Sude im Tiebreak unterlagen. In der Saison 2012 wurden sie Neunte des Baden Masters. Als schlechtestes von drei punktgleichen Teams schieden sie bei der EM 2012 in Scheveningen nach der Vorrunde aus. Bei der U23-EM in Assen belegten sie den vierten Platz. Danach erreichten sie das Finale des Masters in Warna. Außerdem gewannen sie zum ersten Mal die nationale Meisterschaft.
In die World Tour 2013 starteten Kołosińska/Brzostek mit zwei 17. Plätzen in Fuzhou und Shanghai. Später wurden sie Siebte des Baden-Masters und Fünfte des Satellite-Turniers in Montpellier. Bei der WM in Stare Jabłonki gewannen sie alle Vorrundenspiele und die erste KO-Runde gegen die Niederländerinnen Bloem/Kadijk, bevor sie im Achtelfinale den Italienerinnen Cicolari/Menegatti unterlagen. Anschließend erreichten sie bei der Universiade in Kasan das Finale gegen die Russinnen Ukolowa/Birlowa und gewannen die Silbermedaille. Den neunten Platz belegten sie bei den Anapa Open. Bei der EM in Klagenfurt trafen sie als Gruppendritte im Achtelfinale erneut auf Ukolowa/Birlowa und mussten sich im Tiebreak geschlagen geben. National verteidigten sie ihren Titel als polnische Meisterinnen erfolgreich. Top-Ten-Ergebnisse erzielten sie in der Saison 2014 als Fünfte der Prag Open, Siebte des Baden Masters, Fünfte des Grand Slams in Moskau, Neunte in Den Haag und Stare Jabłonki sowie Vierte der CEV-Masters in Biel/Bienne und Baku. Bei der EM in Quartu Sant’Elena verloren sie nach dem dritten Platz in der Vorrunde das erste KO-Spiel gegen Menegatti/Orsi Toth. National gewannen sie ihren dritten Titel in Folge.
Bei den Major-Turnieren in Poreč und Stavanger erreichten Kołosińska/Brzostek auf der World Tour 2015 jeweils den neunten Rang. Bei der WM in den Niederlanden blieben sie in der Vorrunde ohne Satzverlust, verloren dann aber das erste KO-Spiel gegen das US-Duo Fendrick/Sweat im Tiebreak. Das Gstaad Major beendeten sie auf dem neunten Rang. Bei der EM in Klagenfurt gewannen sie alle Gruppenspiele sowie ihre Partien im Achtel- und Viertelfinale. Nach der Halbfinalniederlage gegen Ukolowa/Birlowa setzten sie sich im Spiel um den dritten Platz gegen die Slowakinnen Dubovcová/Nestarcová durch. Sie wurden Neunte in Long Beach und gewannen als Dritte des Grand Slam in Olsztyn ihre erste Medaille bei einem Turnier der World Tour. Die polnische Meisterschaft entschieden sie zum vierten Mal für sich. Anfang 2016 erreichten sie nach einem neunten Platz in Maceió das Endspiel des Grand Slam in Rio de Janeiro, das sie gegen Walsh/Ross verloren. In Sotschi wurden sie Neunte und in Moskau Fünfte. Bei der EM in Biel/Bienne litt Kołosińska an Rückenschmerzen und konnte zu keinem Spiel antreten. Nach zwei 17. Plätzen in Olsztyn und Gstaad wurden Kołosińska/Brzostek beim Klagenfurt Major Neunte. Über die Olympirangliste qualifizierten sie sich für die Olympischen Spiele in Rio. Dort gelangten sie als Gruppenzweite ins Achtelfinale, in dem sie den Australierinnen Bawden/Clancy nach drei Sätzen unterlagen. Somit beendeten sie das olympische Turnier auf dem neunten Rang. Dieses Ergebnis erzielten sie anschließend auch beim Grand Slam in Long Beach.
2017 bildete Kołosińska zunächst ein neues Duo mit Jagoda Gruszczyńska. Bei den ersten Turnieren der World Tour 2017 in Xiamen, Rio de Janeiro, Moskau und Den Haag kamen Kołosińska/Gruszczyńska auf den 17. oder 25. Platz. Das CEV-Masters in Baden beendeten sie auf dem geteilten dreizehnten Rang. Bei den Major-Turnieren (fünf Sterne) in Poreč und Gstaad erzielten sie ebenfalls zweistellige Ergebnisse, bevor sie beim Vier-Sterne-Turnier in Olsztyn als Neunte erstmals in die Top Ten kamen. Im Finale des CEV-Satellite-Turnier in Larnaka unterlagen sie den Rumäninnen Matei/Vaida. Bei der EM 2017 in Jūrmala kamen sie als Gruppenzweite in die KO-Phase und mit drei weiteren Siegen ins Halbfinale, das sie gegen das deutsche Duo Glenzke/Großner verloren. Im Spiel um Bronze unterlagen sie Laboureur/Sude. Danach trennten sich die Polinnen.
Ab September 2017 spielte Kołosińska mit Unterbrechungen mit Katarzyna Kociołek. Die beiden standen bis einschließlich 2019 bei der Drei-Sterne-Veranstaltung in Qinzhou im Finale, beim Vier-Sterne-Event in Espinho in der Vorschlussrunde sowie bei acht weiteren gleich- oder höherwertigen Wettbewerben im Achtelfinale und 2018 bei der Landesmeisterschaft ihres Heimatlandes auf der obersten Stufe des Podests. 2019 wurden sie Vizeeuropameisterinnen in Moskau. Den Sieg bei den polnischen Titelkämpfen konnten sie 2021 wiederholen. Kociołek und Kinga Wojtasik, wie Kołosińska inzwischen hieß, wurden im gleichen Jahr je einmal Fünfte und Neunte bei Vier-Sterne-Veranstaltungen und gelangten in die zweite Hauptrunde der EM, wo sie an den Europameisterinnen Betschart / Hüberli scheiterten. Nach dem siebzehnten Rang bei der Weltmeisterschaft in der folgenden Saison pausierte die in der größten polnischen Stadt östlich der Weichsel geborene Sportlerin wie schon 2020. Erst 2024 bildeten Wojtasik und Kociołek wieder ein Beachpaar und belegten den geteilten neunten Rang beim Challenge in Stare Jablonki. Ihr letztes gemeinsames Turnier im Juli in Przysucha beendeten sie standesgemäß mit einem Sieg. Am 5. Dezember gab Kinga Wojtasik auf Instagram bekannt, dass sie ihre Karriere beendet.

## Persönliches
Die Athletin hat eine Schwester namens Dominika (Domci) Dworniczak und ist verheiratet mit dem ehemaligen Beachvolleyballspieler Damian Wojtasik, dessen Nachnamen sie annahm.